# رئوف اربای
رئوف اربای (انگلیسی: Rauf Orbay؛ ۲۷ ژوئیهٔ ۱۸۸۱ – ۱۶ ژوئیهٔ ۱۹۶۴) یک سیاست‌مدار اهل ترکیه بود.